# Ordzovany
Ordzovany (bis 1973 slowakisch „Ordzoviany“; deutsch Radioltz, ungarisch Ragyóc – bis 1892 Ordzovján) ist eine Gemeinde im Osten der Slowakei mit 162 Einwohnern (Stand 31. Dezember 2024) und gehört zum Okres Levoča, einem Kreis des Prešovský kraj, sowie zur traditionellen Landschaft Zips.

## Geografie

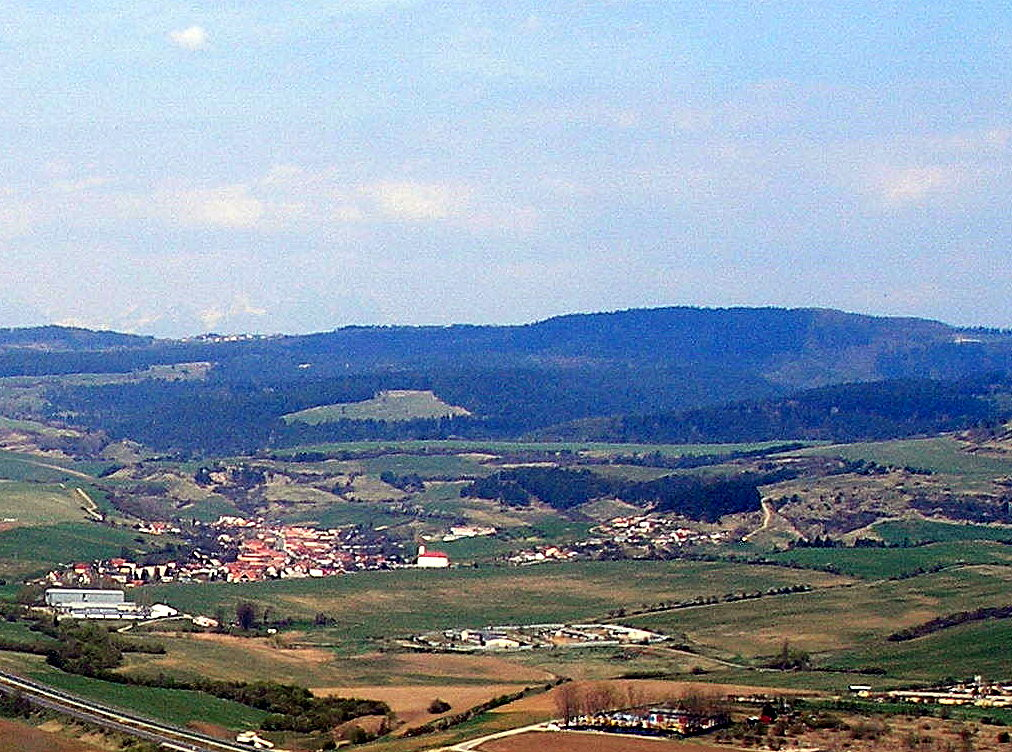
Umgebung von Ordzovany, von der Zipser Burg aus gesehen

Die Gemeinde befindet sich im Nordostteil des Talkessels Hornádska kotlina am Übergang in die nördlich liegenden Leutschauer Berge. Das Ortszentrum liegt auf einer Höhe von 543 m n.m. und ist fünf Kilometer von Spišské Podhradie sowie 19 Kilometer von Levoča entfernt.
Nachbargemeinden sind Brutovce im Norden, Bijacovce im Osten, Studenec im Süden und Westen sowie Oľšavica im Nordwesten.

## Geschichte
Ordzovany wurde zum ersten Mal 1260 als Redyolcz schriftlich erwähnt. Im selben Jahr wurde das Dorf durch einen Akt von Béla IV. vom Herrschaftsgebiet der Zipser Burg genommen und der Zipser Propstei zugewiesen. Später kam der Besitz zum Geschlecht Görgey, das 1445 seinen Ortsbesitz an das Zipser Kapitel verpfändet hatte, bevor dieses im 16. Jahrhundert den vollständigen Besitz erlangte. 1828 zählte man 49 Häuser und 353 Einwohner, deren Haupteinnahmequelle Landwirtschaft war.
Bis 1918 gehörte der im Komitat Zips liegende Ort zum Königreich Ungarn und kam danach zur Tschechoslowakei beziehungsweise heute Slowakei.

## Bevölkerung
| Jahr                | 1994 | 2004     | 2014    | 2024    |
| ------------------- | ---- | -------- | ------- | ------- |
| Anzahl der Personen | 151  | 170      | 165     | 162     |
| Unterschied         |      | +12,58 % | −2,94 % | −1,81 % |

| Jahr                | 2023 | 2024    |
| ------------------- | ---- | ------- |
| Anzahl der Personen | 165  | 162     |
| Unterschied         |      | −1,81 % |

Gemäß der Volkszählung 2011 wohnten in Ordzovany 166 Einwohner, davon 159 Slowaken und zwei Roma. Fünf Einwohner machten keine Angabe zur Ethnie.
157 Einwohner bekannten sich zur römisch-katholischen Kirche und ein Einwohner zur griechisch-katholischen Kirche. Ein Einwohner war konfessionslos und bei sieben Einwohnern wurde die Konfession nicht ermittelt.

## Bauwerke
- römisch-katholische Kirche hl. Antonius der Große aus dem 13. Jahrhundert, im 17. Jahrhundert umgebaut
- Wegkapelle aus dem 18. Jahrhundert